# Slowakische Krone (1939–1945)

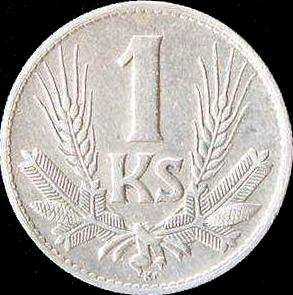
Eine slowakische Krone

Slowakische Krone (slowakisch Koruna slovenská, Ks) war die Währung des Slowakischen Staates von 1939 bis 1945. 
Es gab Münzen zu 5, 10, 20 und 50 Heller, 1, 5, 10 und 20 Kronen sowie Banknoten zu 5, 10, 20, 50, 100, 500, 1000 und 5000 Kronen.

## Galerie
|  |  |
|  |  |
|  |  |
|  |  |